# Thibaudia caulialata
Thibaudia caulialata är en ljungväxtart som beskrevs av Hipólito Ruiz López, Amp; Pav. och Alvarez Lopez. Thibaudia caulialata ingår i släktet Thibaudia och familjen ljungväxter. Inga underarter finns listade i Catalogue of Life.